# Anostostomatidae
Famille
Les Anostostomatidae sont une famille d'orthoptères.

## Distribution
Les espèces de cette famille se rencontrent en Amérique, en Afrique, au sud de l'Asie et en Océanie.

## Liste des genres
Selon Orthoptera Species File (28 mars 2010) :
- Anabropsinae Rentz, & Weissman, 1973
  - Anabropsis Rehn, 1901
  - Apteranabropsis Gorochov, 1988
  - Exogryllacris Willemse, 1963
  - Leponosandrus Gorochov, 2001
  - Paterdecolyus Griffini, 1913
- Anostostomatinae Saussure, 1859
  - Anostostoma Gray, 1837
  - Bochus Péringuey, 1916
  - Borborothis Brunner von Wattenwyl, 1888
  - Brachyporus Brunner von Wattenwyl, 1888
  - Carcinopsis Brunner von Wattenwyl, 1888
  - Gryllotaurus Karny, 1929
  - Henicus Gray, 1837
  - Libanasidus Péringuey, 1916
  - Motuweta Johns, 1997
  - Nasidius Stål, 1878
  - Onosandridus Péringuey, 1916
  - Onosandrus Stål, 1878
  - Penalva Walker, 1870
  - Spizaphilus Kirby, 1906
- Cratomelinae Brunner von Wattenwyl, 1888
  - Cratomelus Blanchard, 1851
- Deinacridinae Karny, 1932
  - Deinacrida White, 1842
  - Hemideina Walker, 1869
- Leiomelinae Gorochov, 2001
  - Leiomelus Ander, 1936
- Lutosinae Gorochov, 1988
  - Apotetamenus Brunner von Wattenwyl, 1888
  - Hydrolutos Issa & Jaffe, 1999
  - Libanasa Walker, 1869
  - Licodia Walker, 1869
  - Lutosa Walker, 1869
  - Neolutosa Gorochov, 2001
  - Papuaistus Griffini, 1911
- Glaphyrosomatini Rentz, & Weissman, 1973
  - Cnemotettix Caudell, 1916
  - Glaphyrosoma Brunner von Wattenwyl, 1888
- †Euclydesinae Martins-Neto, 2007
  - †Euclydes Martins-Neto, 2007
- sous-famille indéterminée
  - Aistus Brunner von Wattenwyl, 1888
  - Anisoura Ander, 1932
  - Coccinellomima Karny, 1932
  - Dolichochaeta Philippi, 1863
  - Gryllacropsis Brunner von Wattenwyl, 1888
  - Hemiandrus Ander, 1938
  - Hypocophoides Karny, 1930
  - Hypocophus Brunner von Wattenwyl, 1888
  - Transaevum Johns, 1997

## Référence
- Saussure, 1859 : Orthoptera Nova Americana (Diagnoses preliminaires). Revue et Magasin de Zoologie, ser. 2, vol. 11, p. 201-212.